# Chocoladefondue

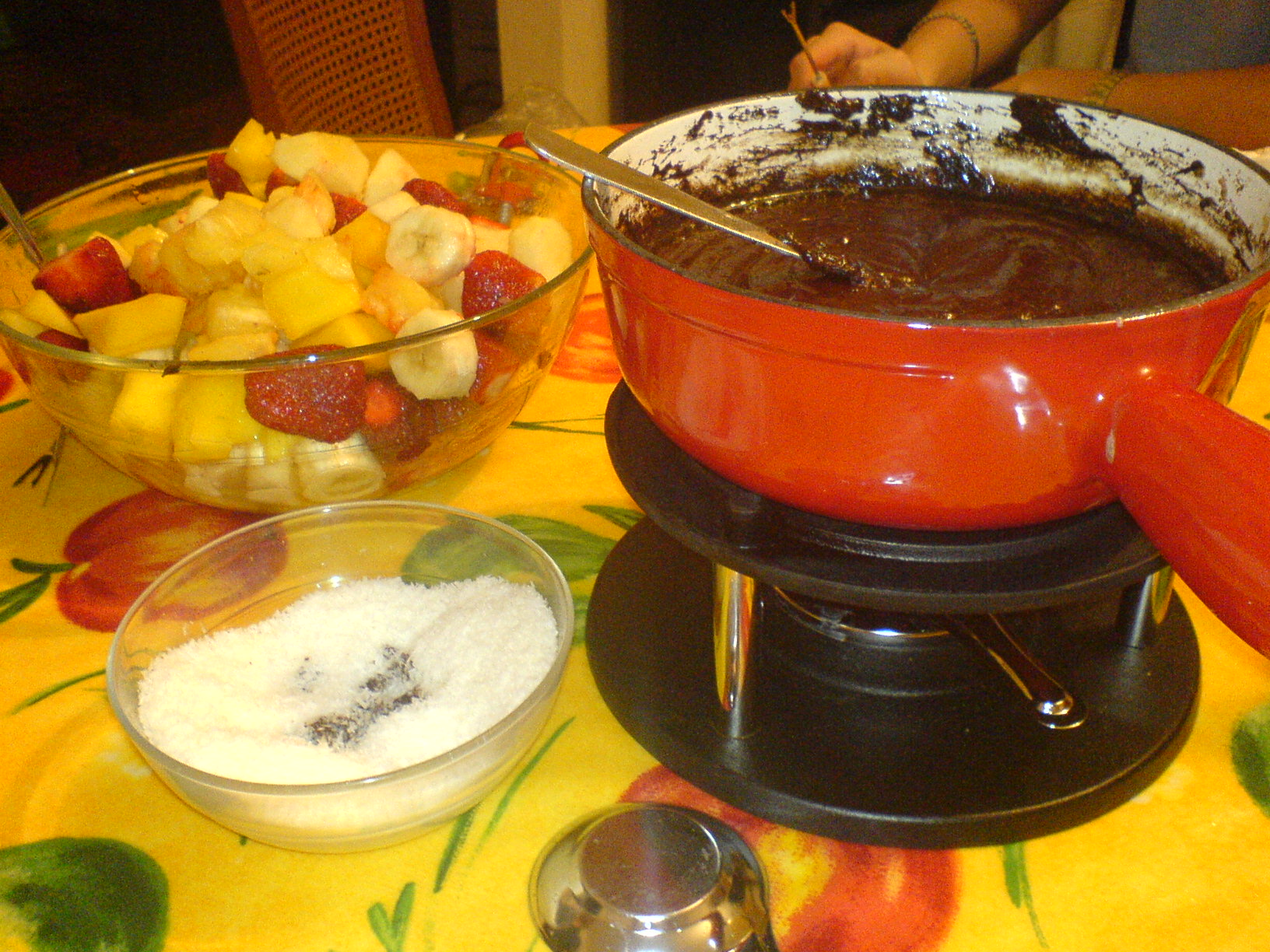
Chocoladefondue met fruit

Chocoladefondue is een zoet nagerecht. Het is een variant van fondue, waarbij stukjes fruit of marshmallows in chocolade worden gedoopt, die in de fonduepan langzaam is gesmolten.
De chocolade wordt bij het smelten gemengd met wat room. Naar keus kan pure chocolade, melkchocolade of witte chocolade worden gebruikt.
Omdat chocolade een laag smeltpunt heeft, kan een warmtebron met een lage capaciteit gebruikt worden. Als de chocolade eenmaal is opgewarmd, is een theelichtje voldoende om de gesmolten chocolade op temperatuur te houden. Mits onder toezicht is chocoladefondue geschikt om door jonge kinderen te worden gegeten.